# Ама (посёлок)
Ама (яп. 海士町 Ама-тё:) — посёлок в Японии, находящийся в уезде Оки префектуры Симане. Площадь посёлка составляет 33,52 км², население — 2363 человека (1 августа 2014), плотность населения — 70,50 чел./км².

## Географическое положение
Посёлок расположен на острове Оки в префектуре Симане региона Тюгоку.

## Население
Население посёлка составляет 2363 человека (1 августа 2014), а плотность — 70,50 чел./км². Изменение численности населения с 1980 по 2005 годы:
| 1980 | 3537 чел. |  |
| 1985 | 3339 чел. |  |
| 1990 | 3119 чел. |  |
| 1995 | 2857 чел. |  |
| 2000 | 2672 чел. |  |
| 2005 | 2581 чел. |  |